# Кеяну-Мік (комуна)
Кеяну-Мік (рум. Căianu Mic) — комуна у повіті Бистриця-Несеуд в Румунії. До складу комуни входять такі села (дані про населення за 2002 рік):
- Добрік (1133 особи)
- Кеяну-Маре (626 осіб)
- Кеяну-Мік (1518 осіб) — адміністративний центр комуни
- Чичеу-Поєнь (774 особи)

Комуна розташована на відстані 345 км на північний захід від Бухареста, 28 км на північний захід від Бистриці, 66 км на північний схід від Клуж-Напоки.

## Населення
За даними перепису населення 2002 року у комуні проживали 5412 осіб.
Національний склад населення комуни:
| Національність | Кількість осіб | Відсоток |
| -------------- | -------------- | -------- |
| румуни         | 5402           | 99,8%    |
| угорці         | 4              | 0,1%     |
| цигани         | 4              | 0,1%     |
| німці          | 2              | < 0,1%   |

Рідною мовою назвали:
| Мова      | Кількість осіб | Відсоток |
| --------- | -------------- | -------- |
| румунська | 5407           | 99,9%    |
| угорська  | 4              | 0,1%     |
| німецька  | 1              | < 0,1%   |

Склад населення комуни за віросповіданням:
| Релігія        | Кількість осіб | Відсоток |
| -------------- | -------------- | -------- |
| православні    | 4092           | 75,6%    |
| п'ятдесятники  | 1145           | 21,2%    |
| баптисти       | 124            | 2,3%     |
| греко-католики | 33             | 0,6%     |
| реформати      | 4              | 0,1%     |
| римо-католики  | 3              | 0,1%     |
| адвентисти     | 2              | < 0,1%   |